# 第72回ヴェネツィア国際映画祭
第72回ヴェネツィア国際映画祭（だい72かいヴェネツィアこくさいえいがさい）は2015年9月2日から12日に開催された。アルフォンソ・キュアロンがメインコンペティションの審査員長を務めた。フェデリコ・フェリーニの映画『フェリーニのアマルコルド』の復元版が上映された。ロレンソ・ビガスによるベネズエラ映画『彼方から』が金獅子賞を受賞した。
オープニング作品には『エベレスト 3D』、 クロージング作品にはクワン・フー（管虎）のドラマ映画『ロクさん』が選ばれた。女優で映画監督のエリザ・セドナウィが開会式と閉会式の司会を務めた。
映画祭ポスターは、ヴィム・ヴェンダース監督『パリ、テキサス』出演のナスターシャ・キンスキーを連想させるデザインだった。前回の第71回ヴェネツィア国際映画祭は、フランソワ・トリュフォーの1959年の映画『大人は判ってくれない』でジャン＝ピエール・レオが演じたアントワーヌ・ドワネルがデザインされた 。
ブライアン・デ・パルマが監督・ばんざい!賞を受賞し、ノア・バームバックとジェイク・パルトローのドキュメンタリー映画『デ・パルマ』も上映された。ジョナサン・デミはヴィジョナリー・タレント賞を受賞し、オリゾンティ部門の審査員長も務めた。

## 審査員
以下の人物が2015年の審査員を務めた
コンペティション部門（ヴェネツィア72）
- アルフォンソ・キュアロン：メキシコ、監督（審査員長）
- エリザベス・バンクス：アメリカ、女優・監督
- ダイアン・クルーガー：ドイツ、女優
- エマニュエル・カレール：フランス、作家・脚本家・監督
- ヌリ・ビルゲ・ジェイラン：トルコ、監督
- パヴェウ・パヴリコフスキ：ポーランド、監督
- フランチェスコ・ムンズィ：イタリア、監督
- 侯孝賢：台湾、監督
- リン・ラムジー：スコットランド、監督、脚本家

ホライズンズ（オリゾンティ部門）
- ジョナサン・デミ：アメリカ、監督（審査員長）
- アリックス・デラポルト：フランス、監督・脚本家
- パス・ベガ：スペイン、女優
- フルーツ・チャン：香港、監督
- アニタ・カプリオリ：イタリア、女優

オペラプリマ （デビュー映画のベニス賞） 
- サヴェリオ・コスタンツォ：イタリア、監督（審査員長）
- ロジェール・ガルシア：香港、プロデューサー
- ナターシャ・ローラン：フランス、映画評論家・映画史家
- チャールズ・バーネット：アメリ、の監督
- ダニエラ・ミシェル：メキシコ、ジャーナリスト

## 公式セレクション

### コンペティション部門
以下の映画が、メインのコンペティション部門で上映された: 
| 日本語題                                            | 原題                  | 監督                                         | 製作国                    |
| --------------------------------------------------- | --------------------- | -------------------------------------------- | ------------------------- |
| イレブン・ミニッツ                                  | 11 minut              | イエジー・スコリモフスキ                     | ポーランド                |
| アノマリサ                                          | Anomalisa             | チャーリー・カウフマン、デューク・ジョンソン | アメリカ合衆国            |
| ビースト・オブ・ノー・ネーション                    | Beasts of No Nation   | キャリー・フクナガ                           | アメリカ合衆国            |
| ベヒモス                                            | 悲兮魔獣              | ツァオ・リャン                               | 中国 フランス             |
| 胸騒ぎのシチリア                                    | A Bigger Splash       | ルカ・グァダニーノ                           | イタリア フランス         |
| 私の血に流れる血                                    | Sangue del mio sangue | マルコ・ベロッキオ                           | イタリア                  |
| エル・クラン                                        | El Clan               | パブロ・トラペロ                             | アルゼンチン スペイン     |
| アムール、愛の法廷                                  | L'Hermine             | クリスチャン・ヴァンサン                     | フランス                  |
| リリーのすべて                                      | The Danish Girl       | トム・フーパー                               | イギリス アメリカ合衆国   |
| N/A                                                 | The Endless River     | オリバー・ハーマヌス                         | 南アフリカ共和国 フランス |
| ロスト・エモーション                                | Equals                | ドレイク・ドレマス                           | アメリカ合衆国            |
| あなたたちのために                                  | Per amor vostro       | ジュゼッペ・M・ガウディーノ                  | イタリア フランス         |
| フランコフォニア ルーヴルの記憶                     | Francofonia           | アレクサンドル・ソクーロフ                   | フランス ドイツ オランダ  |
| 錯乱                                                | Abluka                | エミン・アルペル                             | トルコ フランス カタール  |
| 彼方から                                            | Desde allá            | ロレンソ・ビガス                             | ベネズエラ メキシコ       |
| ハート・オブ・ドッグ 〜犬が教えてくれた人生の練習〜 | Heart of a Dog        | ローリー・アンダーソン                       | アメリカ合衆国            |
| N/A                                                 | Looking for Grace     | スー・ブルックス                             | オーストラリア            |
| 偉大なるマルグリット                                | Marguerite            | グザヴィエ・ジャノリ                         | フランス チェコ ベルギー  |
| N/A                                                 | Rabin, the Last Day   | アモス・ギタイ                               | イスラエル フランス       |
| 手紙は憶えている                                    | Remember              | アトム・エゴヤン                             | カナダ ドイツ             |
| 待つ女たち                                          | L'attesa              | ピエロ・メッシーナ                           | イタリア フランス         |

強調表示のものは金獅子賞受賞。

### コンペティション外
以下の映画は、コンペティション外で上映された:  
| フィクション映画              | フィクション映画        | フィクション映画           | フィクション映画                   |
| 日本語題                      | 原題                    | 監督                       | 製作国                             |
| ----------------------------- | ----------------------- | -------------------------- | ---------------------------------- |
| あの日の午後                  | 那日下午                | ツァイ・ミンリャン         | 台湾                               |
| ブラック・スキャンダル        | Black Mass              | スコット・クーパー         | アメリカ合衆国                     |
| N/A                           | La calle de la Amargura | アルトゥーロ・リプスタイン | メキシコ スペイン                  |
| N/A                           | Non essere cattivo      | クラウディオ・カリガリ     | イタリア                           |
| エベレスト 3D                 | Everest                 | バルタザール・コルマウクル | アメリカ合衆国                     |
| DEMON デーモン                | Go With Me              | ダニエル・アルフレッドソン | アメリカ合衆国 カナダ スウェーデン |
| ロクさん                      | 老炮兒                  | クワン・フー               | 中国                               |
| スポットライト 世紀のスクープ | Spotlight               | トム・マッカーシー         | アメリカ合衆国                     |

| ドキュメンタリー                                       | ドキュメンタリー                           | ドキュメンタリー                         | ドキュメンタリー  |
| 日本語題                                               | 原題                                       | 監督                                     | 製作国            |
| ------------------------------------------------------ | ------------------------------------------ | ---------------------------------------- | ----------------- |
| デ・パルマ                                             | De Palma                                   | ノア・バームバック、ジェイク・パルトロー | アメリカ合衆国    |
| N/A                                                    | L'esercito piu piccolo del mondo           | ジャンフランコ・パノーン                 | バチカン          |
| 新生ロシア1991                                         | Sobytie                                    | セルゲイ・ロズニツァ                     | オランダ ベルギー |
| N/A                                                    | Human (特別スクリーニング)                 | ヤン・アルテュス＝ベルトラン             | フランス          |
| ニューヨーク、ジャクソン・ハイツへようこそ             | In Jackson Heights                         | フレデリック・ワイズマン                 | アメリカ合衆国    |
| ジャニス:リトル・ガール・ブルー                        | Janis: Little Girl Blue                    | エイミー・J・バーグ                      | アメリカ合衆国    |
| N/A                                                    | I ricordi del fiume                        | フランコ・マレスコ                       | イタリア          |
| N/A                                                    | Gli uomini di questacittàio non li conosco | フランコ・マレスコ                       | イタリア          |
| ウィンター・オン・ファイヤー: ウクライナ、自由への闘い | Zyma y vohni （Зимаувогні）                | エフゲニー・アフィネフスキー             | ウクライナ        |

### オリゾンティ部門
以下の長編映画が、オリゾンティ部門（Orizzonti（Horizons）セクション）に選ばれた：   
| 長編映画                     | 長編映画                  | 長編映画                       | 長編映画                                 |
| 日本語題                     | 原題                      | 監督                           | 製作国                                   |
| ---------------------------- | ------------------------- | ------------------------------ | ---------------------------------------- |
| 燃える愛                     | エルバのペコア            | アルベルト・カヴィリア         | イタリア                                 |
| リーダーの子供時代           | リーダーの子供時代        | ブレイディ・コーベット         | イギリス、ハンガリー、ベルギー、フランス |
| 私の心のコピー               | 私の心のコピー            | ジョコアンワル                 | インドネシア、韓国                       |
| 戦争                         | クリゲン                  | トビアス・リンドホルム         | デンマーク                               |
| Boi Neon(原題)               | Boi Neon                  | ガブリエル・マスカロ           | ブラジル、ウルグアイ、オランダ           |
| 5月9日水曜日                 | チャハルシャンベ、19歳    | ヴァヒド・ジャリランド         | イラン                                   |
| 行為で自由                   | 行為で自由                | ジェイク・マハフィー           | アメリカ合衆国、ニュージーランド         |
| 尋問                         | ヴィサラナイ （விசாரணை）     | ヴェトリマラン                 | インド                                   |
| 中断                         | 中断                      | ヨルゴス・ゾイス               | ギリシャ、フランス、クロアチア           |
| イタリアのギャングスター     | イタリアのギャングスター  | レナート・デ・マリア           | イタリア                                 |
| キルミープリーズ             | Mate-Me Por Favor         | アニタ・ロシャ・ダ・シルベイラ | ブラジル、アルゼンチン                   |
| ランドレッグス               | テンペテ                  | サミュエル・コラルディー       | フランス                                 |
| マダム・カレージ             | マダム・カレージ          | メルザック・アロワッシュ       | アルジェリア、フランス、アラブ首長国連邦 |
| する勇気がなくなる           | する勇気がなくなる        | ディト・モンティエル           | アメリカ                                 |
| 千頭の怪物                   | UN MONSTRUO DE MIL CABEZA | ロドリゴ・プラ                 | メキシコ                                 |
| 山                           | ハハル                    | ヤエル・カヤム                 | イスラエル                               |
| タージマハル                 | タージマハル              | ニコラス・サーダ               | フランス、ベルギー                       |
| タルロ                       | タルロ                    | ペマ・ツェテン                 | 中国                                     |
| なぜあなたは私を見捨てたのか | ラマ・アザヴタニ          | ハダー・モラグ                 | イスラエル、フランス                     |

| 短編映画                 | 短編映画                 | 短編映画                                   | 短編映画                               |
| 日本語題                 | 元のタイトル             | 監督                                       | 製作国                                 |
| ------------------------ | ------------------------ | ------------------------------------------ | -------------------------------------- |
| 55ピル                   | 55パスティーリャ         | セバスチャン・ムロ                         | アルゼンチン                           |
| 裏庭                     | ドヴォリシュタ           | イワン・サラティック                       | モンテネグロ                           |
| ベラドンナ               | ベラドンナ               | ドゥブラフカ・チュリック                   | クロアチア                             |
| チャンプデポッシブル     | チャンプデポッシブル     | クリスティーナ・ピッキ                     | カナダ                                 |
| なし                     | En defensa Propia        | マリアナ・アリアガ                         | メキシコ                               |
| エターニット             | エターニット             | ジョバンニ・アロイ                         | フランス                               |
| ハングしているようです   | ハングしているようです   | ケビンジェロームエバーソン                 | アメリカ                               |
| モンキー                 | 猴                       | 沈杰                                       | 中国                                   |
| 新しい目                 | 新しい目                 | Hiwot Admasu Getaneh                       | フランス、ドイツ、英国                 |
| オーガロウレイ           | オーガロウレイ           | ジュリアン・ウェイザー                     | アメリカ                               |
| タランチュラ             | タランチュラ             | アリー・ムリティバ、マルジャ・カラファニエ | ブラジル                               |
| なし                     | レユニオンの暴力         | カリム・ブケルチャ                         | フランス                               |
| チー川からやってきた若者 | Jer Gun Muer Rao Jer Gun | ウィシャノン・ソムンジャーン               | タイ                                   |
| ゼロ -（非競合）         | ゼロ -（非競合）         | デビッド・ビクトリ                         | アメリカ、イギリス、スペイン、メキシコ |

### ヴェニス・クラシック
このセクションでは、映画の古典映画やドキュメンタリーを復元した以下のセレクションを上映しました： 
| 復元されたクラシック映画                                | 復元されたクラシック映画                                | 復元されたクラシック映画                       | 復元されたクラシック映画     |
| 日本語題                                                | 元のタイトル                                            | 監督                                           | 製作国                       |
| ------------------------------------------------------- | ------------------------------------------------------- | ---------------------------------------------- | ---------------------------- |
| アレクサンドル・ネフスキー （АлександрНевский）（1938） | アレクサンドル・ネフスキー （АлександрНевский）（1938） | セルゲイ・エイゼンシュタイン                   | ソビエト連邦                 |
| フェリーニのアマルコルド （1973）                       | フェリーニのアマルコルド （1973）                       | フェデリコ・フェリーニ                         | イタリア                     |
| ビター・レユニオン （1958）                             | ルボーセルジュ                                          | クロード・シャブロル                           | フランス                     |
| フォンクエイの少年たち （1983）                         | Fenggui lai de ren                                      | ホウ・シャオシェン                             | 台湾                         |
| ほとんど犯罪者ではない （1949）                         | Apenas un delincuente                                   | ヒューゴ・フレゴネーゼ                         | アルゼンチン                 |
| 天国は待ってくれる （1943）                             | 天国は待ってくれる （1943）                             | エルンスト・ルビッチ                           | アメリカ                     |
| 希望 （1970）                                           | Umut                                                    | ユルマズ・ギュネイ                             | トルコ                       |
| レオン・モリン、司祭 （1961）                           | レオン・モラン、プレトレ                                | ジャン=ピエール・メルヴィル                    | フランス                     |
| ラ・ルパ （別名シェ・ウルフ 、1953）                    | ラ・ルパ （別名シェ・ウルフ 、1953）                    | アルベルト・ラトゥアダ                         | イタリア                     |
| 生と死の問題 （1946）                                   | 生と死の問題 （1946）                                   | マイケル・パウエル＆エメリック・プレスバーガー | イギリス                     |
| ヴェネツィアの商人 （1969ショート）                     | ヴェネツィアの商人 （1969ショート）                     | オーソン・ウェルズ                             | アメリカ                     |
| I Mostri （別名Opiate '67 、1963）                      | I Mostri （別名Opiate '67 、1963）                      | ディノ・リシ                                   | イタリア                     |
| オセロ （1951）                                         | オテロ                                                  | オーソン・ウェルズ                             | イタリア、フランス、アメリカ |
| 力と栄光 （1933）                                       | 力と栄光 （1933）                                       | ウィリアム・K・ハワード                        | アメリカ                     |
| レイ・オブ・サンシャイン （1933）                       | ゾンネンシュトラール                                    | ポール・フェホス                               | ドイツ、オーストリア         |
| 赤ひげ （1965）                                         | 赤ひげ                                                  | 黒澤明                                         | 日本                         |
| ソドムの市 （1975）                                     | サドーレ120ソドマジョルナーテ                           | ピエル・パオロ・パソリーニ                     | イタリア                     |
| のどが渇いた人 （1957）                                 | ピャアサ                                                | グル・ダット                                   | インド                       |
| 怒りとともに眠る （1990）                               | 怒りとともに眠る （1990）                               | チャールズ・バーネット                         | アメリカ                     |
| ヴィヴィアンウェアの裁判 （1932）                       | ヴィヴィアンウェアの裁判 （1932）                       | ウィリアム・K・ハワード                        | アメリカ                     |
| 大佐が欲しい （1973）                                   | ヴォリアモ・イ・コロネッリ                              | マリオ・モネチェリ                             | イタリア                     |
| 白い足 （1949）                                         | パテブランシュ                                          | ジャン・グレミヨン                             | フランス                     |

| 映画のドキュメンタリー             | 映画のドキュメンタリー                           | 映画のドキュメンタリー   | 映画のドキュメンタリー           |
| 日本語題                           | 元のタイトル                                     | 監督                     | 製作国                           |
| ---------------------------------- | ------------------------------------------------ | ------------------------ | -------------------------------- |
| マッディン博士の1000の目           | マッディン博士の1000の目                         | イヴ・モンマイヨール     | フランス                         |
| アルフレード・ビニ、予期せぬゲスト | アルフレド・ビニ、オスパイト・イナテッソ         | シモーネ・イゾラ         | イタリア                         |
| 白いメガネの後ろ                   | ディートロ・グリ・オッキアリ・ビアンキ           | ヴァレリオ・ルイス       | イタリア                         |
| ちらつきの真実                     | ちらつきの真実                                   | ピエトラ・ブレットケリー | ニュージーランド、アフガニスタン |
| 男の愛のために                     | 男の愛のために                                   | りんくうカルシー         | インド                           |
| ヘルムートバーガー、俳優           | ヘルムートバーガー、俳優                         | アンドレアス・ホルバス   | オーストリア                     |
| なし                               | Jacques Tourneur lemédium：フィルマーl'invisible | アラン・マザース         | フランス                         |
| 三船：最後の侍                     | 三船：最後の侍                                   | スティーブン岡崎         | 日本                             |
| ヴェニス （1912）                  | ヴェニス （1912）                                | 不明（ ゴーモン ）       | フランス                         |

### ビエンナーレカレッジ-映画
次の映画は、低予算の長編映画のための高等教育トレーニングワークショップ「ビエンナーレカレッジ-映画」セクションで上映された
| 日本語題     | 元のタイトル         | ディレクター         | 生産国         |
| ------------ | -------------------- | -------------------- | -------------- |
| ベビーバンプ | ベビーバンプ         | クバ・チェカイ       | ポーランド     |
| ブランカ     | ブランカとギター弾き | 長谷井宏紀           | 日本、イタリア |
| フィット     | フィット             | アンナローズホルマー | アメリカ       |

### ヴェネツィアのファイナルカット
次の映画は、アフリカの映画のポストプロダクションを支援するワークショップ「ヴェネツィアの最終カット」セクションで上映された。 
| 日本語題               | 元のタイトル                   | ディレクター                   | 生産国     |
| ---------------------- | ------------------------------ | ------------------------------ | ---------- |
| アリ、ヤギ、イブラヒム | アリ・ミーザ・ウィ・イブラヒム | シェリフエルベンダリー         | エジプト   |
| 野原の家               | ティグミ・ニグレン             | タラ・ハディッド               | モロッコ   |
| 楽園の道               | タリック・アルジェナ           | アティアアルダラジ             | イラク     |
| ベイルートの雄鶏       | ディークベイルート             | ジアド・カルソウム             | シリア     |
| 分離                   | ハビボン                       | ハカール・アブドゥルカディール | イラク     |
| ザイネブは雪が嫌い     | ザイネブ・タクラホウ・エセルジ | カウター・ベン・ハニア         | チュニジア |

### イル・シネマ・ネル・ジャルディーノ
Il Cinema nel Giardinoセクションでは、次の長編映画が選ばれました： 
| 日本語題                                       | 日      | 監督 | 生産国   |
| ---------------------------------------------- | ------- | --- | -------- |
| アルセントロデルシネマ                         | 9月6日  | ジャナンドレア・カルーソ、キアラ・ダイネーゼ、ダビデ・ミノッティ、ベルナルド・ペレグリーニ、マリア・ティリ | イタリア |
| カルロ・リザニ、イル・ミオ映画                 | 9月3日  | ロベルト・トレリ、クリスティーナ・トレリ、パオロ・ルチアーニ                                               | イタリア |
| イル・デカロゴ・ディ・バスコ                   | 9月11日 | ファビオ・マシ                                                                                             | イタリア |
| 破れた （ 破れた-ストラッパティ ）             | 9月9日  | アレッサンドロ・ガスマン                                                                                   | イタリア |
| 金魚はどこですか？ （ Il pesce rossodov'è？ ） | 9月10日 | エリザベッタ・スガルビ                                                                                     | イタリア |
| ZAC-I Fiori del MALE                           | 9月8日  | マッシモデナロ                                                                                             | イタリア |

## 独立セクション

### 国際批評家週間
次の映画は、第29回ヴェネツィア国際映画批評家週間に選ばれました：  
| 競争中                | 競争中         | 競争中                   | 競争中                                       |
| 日本語題              | 原題           | 監督                     | 製作国                                       |
| --------------------- | -------------- | ------------------------ | -------------------------------------------- |
| バナト（The Journey） | バナト         | アドリアーノ・ヴァレリオ | イタリア、ルーマニア、ブルガリア、マケドニア |
| 黒編                  | カロ・ポティ   | ミン・バハドゥール・バム | ネパール、フランス、ドイツ                   |
| 光年                  | 光年           | エスターメイキャンベル   | イギリス                                     |
| 山                    | モンタンハ     | ジョアン・サラヴィーザ   | ポルトガル、フランス                         |
| 祖国                  | アナ・ユルドゥ | セネム・チューゼン       | トルコ、ギリシャ                             |
| リターン              | リターン       | グリーン・ツォン         | シンガポール                                 |
| タンナ                | タンナ         | マーティン・バトラー     | オーストラリア                               |

| 特別上映-非コンペテイション | 特別上映-非コンペテイション | 特別上映-非コンペテイション | 特別上映-非コンペテイション |
| 機会                        | タイトル                    | 監督                        | 製作国                      |
| --------------------------- | --------------------------- | --------------------------- | --------------------------- |
| プレオープン                | ファミリー （ ジア ）       | シュミン・リュー            | 中国、オーストラリア        |
| オープニング作品            | 孤児                        | ピーター・マラン            | イギリス                    |
| クロージング作品            | バニョリジャングル          | アントニオ・カプアーノ      | イタリア                    |

### ヴェニス・デイズ
次の映画は、 ヴェニス・デイズ（Giornate degli Autori）セクションで12作が選ばれました：  
| 公式セレクション             | 公式セレクション            | 公式セレクション         | 公式セレクション                                 |
| 日本語題                     | 原題                        | 監督                     | 製作国                                           |
| ---------------------------- | --------------------------- | ------------------------ | ------------------------------------------------ |
| アリアナ                     | アリアナ                    | カルロラヴァーニャ       | イタリア                                         |
| 目を開けて                   | Àペイネ・ジュブレ・レ・ユー | レイラ・ブジッド         | フランス、チュニジア、ベルギー、アラブ首長国連邦 |
| 娘                           | 娘                          | サイモン・ストーン       | オーストラリア                                   |
| 初冬                         | 初冬                        | マイケル・ロウ           | オーストラリア、カナダ                           |
| 最初の光                     | ラプリマルース              | ヴィンチェンツォ・マーラ | イタリア                                         |
| アイランドシティ             | アイランドシティ            | オベロイ・ルチカ         | インド                                           |
| クレズマー                   | クレズマー                  | ピョートル・クルザン     | ポーランド                                       |
| ロロ                         | ロロ                        | ジュリー・デルピー       | フランス                                         |
| ロング・ライブ・ザ・ブライド | ビバラスポサ                | アスカニオ・セレスティニ | イタリア、フランス、ベルギー                     |
| 水の記憶                     | ラメモリアデルアグア        | マティアス・ビゼ         | チリ、スペイン、アルゼンチン、ドイツ             |
| 報い                         | エル・デスコノシド          | ダニ・デ・ラ・トーレ     | スペイン                                         |
| 地下の香り                   | 地下香                      | 鵬飛                     | フランス、中国                                   |

| 特別なイベント                                    | 特別なイベント                                    | 特別なイベント | 特別なイベント                   |
| 英題                                              | 監督                                              | ディレクター | 製作国                           |
| ------------------------------------------------- | ------------------------------------------------- | --- | -------------------------------- |
| アルゼンチン                                      | ゾンダ、フォルクロア・アルゼンチン                | カルロス・サウラ | アルゼンチン、スペイン、フランス |
| ハリーズバー                                      | ハリーズバー                                      | カルロッタ・セルケッティ | イタリア                         |
| 無邪気な記憶-オルハンパムク博物館とイスタンブール | 無邪気な記憶-オルハンパムク博物館とイスタンブール | グラント・ジー | 英国、アイルランド、イタリア     |
| マ                                                | マ                                                | セリア・ラウルソン・ホール | アメリカ                         |
| ミラノ2015                                        | ミラノ2015                                        | エリオ 、 ロベルト・ボッレ 、 シルヴィオ・ソルディーニ 、 ワルテル・ヴェルトローニ 、 クリスティーナ・カポトンディ 、ジョルジオ・ディリッティ | イタリア                         |
| ビバイングリッド！                                | ビバイングリッド！                                | アレッサンドロ・ロッセリーニ | イタリア                         |

| ミュウミュウ女性の物語 | ミュウミュウ女性の物語 | ミュウミュウ女性の物語 | ミュウミュウ女性の物語 |
| 英題                   | 原題                   | 監督                   | 製作国                 |
| ---------------------- | ---------------------- | ---------------------- | ---------------------- |
| Les 3 Boutons          | Agnès Varda            | France, Italy          |                        |
| De Djess               | Alice Rohrwacher       | Italy                  |                        |

| 特別プロジェクト                                    | 特別プロジェクト                                                                       | 特別プロジェクト                         | 特別プロジェクト |
| 英題                                                | 原題                                                                                   | 監督                                     | 製作国           |
| --------------------------------------------------- | -------------------------------------------------------------------------------------- | ---------------------------------------- | ---------------- |
| バンランド                                          | バンランド                                                                             | ロレンツォ・ベルゲラ                     | イタリア         |
| 木が飛ぶ国。 ユージェニオ・バルバとオーディンの日々 | Il paese dove gli alberi volano。 ユージェニオ・バルバ・エイ・ジョルニ・デルオーディン | ダビデ・バルレッティ、ジャコポ・クアドリ | イタリア         |
| ソルトレイクの夢                                    | I sogni del lago salato                                                                | アンドレア・セグレ                       | イタリア         |

| ラックス賞     | ラックス賞     | ラックス賞                                       | ラックス賞                                 |
| 英題           | 原題           | 監督                                             | 製作国                                     |
| -------------- | -------------- | ------------------------------------------------ | ------------------------------------------ |
| メディテラネア | メディテラネア | ジョナス・カルピニャーノ                         | イタリア、米国、ドイツ、フランス、カタール |
| マスタング     | マスタング     | デニズ・ガムゼ・エルグベン                       | フランス、ドイツ、トルコ、カタール         |
| レッスン       | ウロック       | クリスティーナ・グロゼワ、ペタル・ヴァルチャノフ | ブルガリア、ギリシャ                       |

## 受賞結果

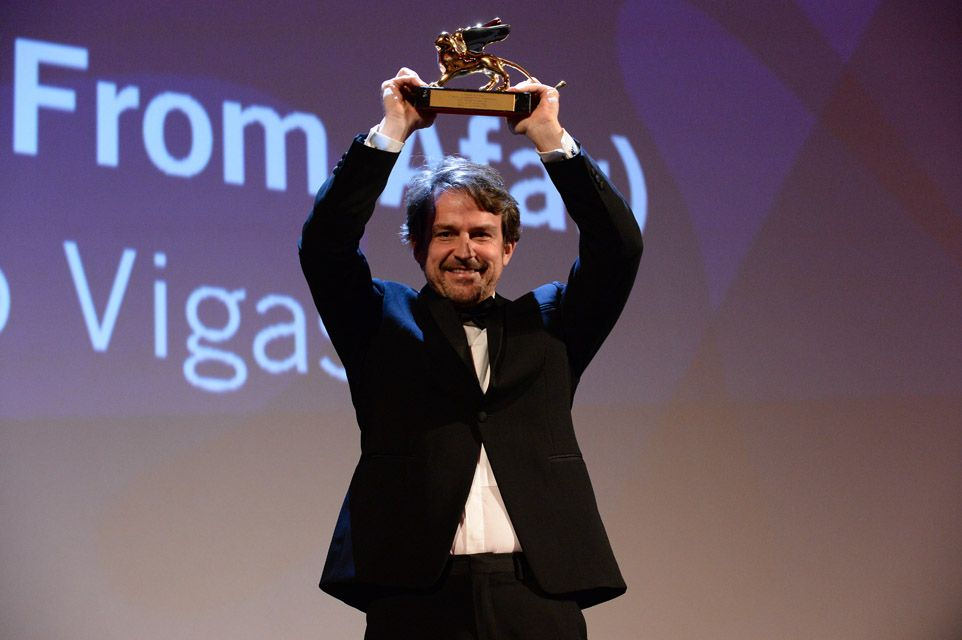
ロレンツォ・ヴィガスとゴールデン・ライオン・ フロム・アファー

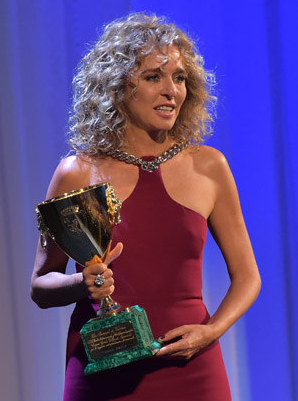
ヴァレリア・ゴリーノ 、 コッパ・ボルピの勝者

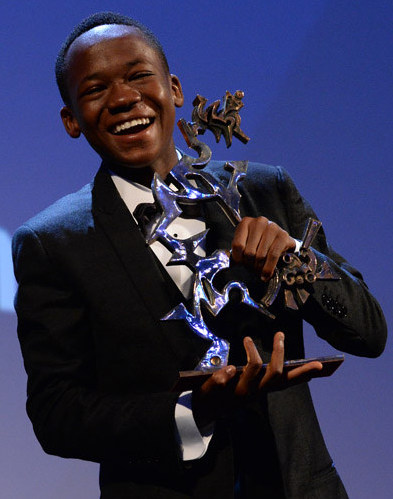
Abraham Attah 、 マルチェロ・マストロヤン賞の受賞者

### 公式セレクション
公式セレクション受賞結果は以下の通り。  
コンペティション部門（ヴェネツィア72）
- 金獅子賞：『彼方から』（ロレンソ・ビガス）
- 銀獅子賞：パブロ・トラペロ （『エル・クラン』）
- 審査員大賞：『アノマリサ』（デューク・ジョンソン、チャーリー・カウフマン）
- 男優賞：ファブリス・ルキーニ （『アムール、愛の法廷』）
- 女優賞：ヴァレリア・ゴリノ （『あなたたちのために』）
- マルチェロ・マストロヤンニ賞：アブラハム・アッター（『ビースト・オブ・ノー・ネーション』）
- 脚本賞：
- 審査員特別賞：『錯乱』（エミン・アルペール）

オリゾンティ部門
- 最優秀作品： Jake Mahaffyによる無料の作品
- 最優秀監督： 『シークレット・オブ・モンスター』 ブレディ・コーベット
- 審査員特別賞： 『ネオン・ブル』ガブリエル・マスカロ
- 最優秀俳優や女優のために特別賞：ドミニクのためLeborne Tempête
- オリゾテッィ最優秀短編賞： ベラドンナバイドゥブラフカトゥリック

未来の獅子部門
デビュー作品のルイージ・ド・ローレンティス賞：ブレイディ・コルベット（ リーダー）の子供時代  Horizons 
ヴェネツィア・クラシック・アワード
- 最優秀ドキュメンタリー映画：イヴモン・マイヨールによるマッディン博士の1000の目
- 最優秀修復映画： 『ソドムの市』ピエル・パオロ・パゾリーニ

特別賞
- 終身名誉金獅子賞 ： ベルトラン・タヴェルニエ [30]
- 映画監督賞へのジャガー・ルクルトの栄光： ブライアン・デ・パルマ [31]
- Persol Tribute To Visionary Talent Award： ジョナサン・デミ [32]
- L'OréalParis per il Cinema Award：Valentina Corti

### 独立選出
次の作品に公式および副賞が、自治部門の映画に授与された。 
第30回ヴェネツィア国際批評家週間 
- オーディエンス・アワード・ピエトロ・バルジサ： ベントレー・ディーンとマーティン・バトラーによるタンナ
- フェデオラ賞（批評家週間）： 
  - 最優秀作品： ミン・バハドゥール・バム の黒編
  - 最優秀撮影： タンナのベントレー・ディーン

ヴェニス・デイズ 
- ヴェネツィア日数賞： 初冬でのマイケル・ロウ
- BNLピープルズチョイスアワード： As I Open Open Eyes by Leyla Bouzid
- ヨーロッパ映画賞ヨーロッパ賞： レイラ・ブージド作 「目を開けて」
- ラグナスッド賞： 
  - 最優秀作品： ジュリー・デルピー監督のロロ
  - ベスト・イタリア・ディスカバリー： カルロ・ラヴァーニャ監督のアリアナ
- フランチェスコ・パシネッティ（SNGCI）賞-特記事項： 
  - ヴィンチェンツォマーラによるファーストライト （ ラプリマルース ）
  - ヴィンチェンツォマーラ （監督）とリカルドスカマルシオ （主演俳優）
- フェデオラ賞（ヴェニス・デイズ）： 
  - 最優秀作品： Pengfei監督のアンダーグラウンド・フレグランス
  - デビュー作の最優秀監督： アイランドシティのオベロイ・ルチカ
  - デビュー作の主演女優： アリアナのオンディーナクアドリ

### その他の担保賞
以下の付帯的な賞が公式選考の映画に授与された： 
- FIPRESCI賞 [36]
  - 最優秀作品（メインコンペティション）： ブラッド・オブ・マイブラッド （ サング・デル・ミオ・サング ） マルコ・ベロッキオ
  - Best Film（Horizons）： Wednesday, May 9 （ Chaharshanbeh、19 Ordibehesht ）by Vahid Jalilvand

特記事項： ブレイディ・コルベットによるシークレット・オブ・モンスター
- シグニス賞 ：Zhao Liangよるベヒーモス （ Bei xi mo shou ）

特記事項： ピエロ・メッシーナによる待機 （ L'attesa ）
- フランチェスコ・パシネッティ（SNGCI）賞： 
  - ベストフィルム： ドント・ビーバッド（Non essere cattivo）における クラウディオ・カリガリ
  - 主演男優賞： ルカ・マリネッリ ： ドント・ビー・バッド （ 非コンペティション部門）
  - 主演女優賞： ヴァレリア・ゴリノ ： フォーユアラブ
- Leoncino d'Oro Agiscuola Award： The Wait （ L'attesa ）by Piero Messina
- ブライアン賞： トム・マッカーシーにおけるスポットライト
- クィアライオン ： デンマークの少女におけるトム・フーパー [37]

特記事項：クバ・チェカイのベビーバンプ
- Arca CinemaGiovani Award： 
  - ベストオブヴェネツィア72： フレンジー by エミンアルパー
  - ベスト・イタリア映画： バーニング・ラブ （ ペバ・イン・エルバ ）byアルベルト・カヴィリア （ホライゾン）
- FEDIC賞：クラウディオ・カリガリ監督の「ドント・ビー・バッド」

特記事項： ピエロ・メッシーナ監督の待機
- フェデオラ賞-ユーロ地中海映画賞： アレクサンダー・ ソクロフ監督のフランコフォニア
- フォンダツィオーネ・ミモ・ロテッラ賞： アレクサンドル・ソク ロフフランコニア賞

特別賞： ジョニー・デップとテリー・ギリアム
- 第2回スターライトシネマアワード[38]
  - キャリア賞： リナ・ワートミュラー
  - 国際賞： パスベガ
  - 最優秀作品： マッテオ・ガローネの 物語
  - 年間最優秀女優賞：シルビアダミコ 
    - 今年の最優秀俳優：ジョヴァンニ・アンサルド

  - 人道的賞：ミリアム・カターニア
  - 特別な言及：Lucana Film Commission
  - 画期的なプロダクション： リッカルド・スカマルチョによるBuena Onda
  - 異文化賞： レイナルド・ジャイネッキーニ
- グリーンドロップ賞： Zhao Liang監督のベヒーモス
- ヴィットリオ・ヴェネト映画祭ヤング・ジュリー賞： アトム・エゴヤン監督の記憶

特記事項： ジャージー・スコリモフスキー監督のイレブン・ミニッツ
- ゴールドマウス：  アモス・ギタイ監督のラビン、最後の日
- シルバーマウス： トムマッカーシー監督のスポットライト
- 未来映画祭デジタル賞： チャーリー・カウフマンとデューク・ジョンソンによるアノマリサ

特記事項： ローリー・アンダーソンによる犬の心
- P.ナザレノタッデイ賞：グザヴィエ・ジャノリによるマルグリット
- ランテルナ・マジカ（CGS）賞： 長谷井宏紀のブランカ
- オープン賞： カルロッタ・セルケッティのハリーのバー
- リナマンジャカプレー賞： ローリー・アンダーソンの犬の心
- ギロ・ポンテコルヴォ-アルコバレーノ・ラティーノ賞： クラウディオ・カリガリによる「ドント・ビー・バッド 」
- インターフィルム賞： Wednesday, May 9、 ヴァヒド・ジャリバンド
- 「Civitas Vitae prossima」賞： Pecore for erbaの Alberto Caviglia
- サウンドトラックスター賞： 
  - ルカ・グアダニーノによるA Biggerスプラッシュ
  - ロスト・エモーションにおけるドライク・ドレーマス
  - 生涯功労賞： ニコラ・ピオバニ
- SchermiディQUALITA -カーロ・マッツァキュラッティ賞：ドント・ビー・バッドによるクラウディオ・カリガリ
- 人権の夜賞：  アモス・ギタイによるラビン、最後の日
- AssoMusica "Ho visto una Canzone"賞：映画Do n't Be Badの Riccardo Sinigalliaによる曲 "A cuor leggero"
- Sorriso diverso Venezia 2015 Award 
  - ベストイタリア映画： ドント・ビー・バッドにおけるクラウディオ・カリガリ
  - 外国語のベスト映画： 長谷井宏紀のブランカ
- アムネスティ・インターナショナル・イタリア「Il cinema per i diritti umani」賞： Vetrimaaranによるヴィサラナイ
- CITC - UNESCO 2015賞： ビースト・オブ・ノー・ネーションにおけるキャリー・フクナガ
- NuovoImaie Talent Award： 
  - デビュー作の主演女優： アリアナのオンディーナ・クアドリ
  - デビュー作でイタリアの最高の俳優： アレッサンドロ・ボルギがドント・ビー・バッドで受賞
- 最優秀革新予算賞： ルカ・グアダニーニョによるA Biggerスプラッシュ